# Баталово (Алтайский край)
Бата́лово — село в Шипуновском районе Алтайского края России. Входит в состав Порожненского сельсовета.

## География
Село находится в центральной части Алтайского края, в пределах степной зоны Предалтайской равнины, на левом берегу реки Клепечиха, вблизи места впадения в неё реки Лобаниха, на расстоянии примерно 24 км (по прямой) к западу от села Шипуново, административного центра района. Абсолютная высота — 227 м над уровнем моря.

### Климат
Климат характеризуется как континентальный. Средние показатели температуры воздуха в зимний период находятся в диапазоне между −15 и −10 °C, летом — в диапазоне между 15 и 20 °C. Количество осадков, выпадающих зимой, в среднем составляет 187 мм, летом — 273 мм.

## История
Село основано в 1866 году. По данным 1926 года имелось 381 хозяйство и проживало 2075 человек (в основном — русские). Действовали школа I ступени, лавка общества потребителей, сельскохозяйственное и кредитное товарищества. В административном отношении село являлось центром Баталовского сельсовета Шипуновского района Рубцовского округа Сибирского края.

## Население
| 1926 | 1997 | 1998 | 1999 | 2000 | 2001 | 2002 |
| ---- | ---- | ---- | ---- | ---- | ---- | ---- |
| 2075 | ↘588 | ↗612 | ↘575 | ↘567 | ↘548 | ↘540 |
| 2003 | 2004 | 2005 | 2006 | 2007 | 2008 | 2009 |
| ↘538 | ↘501 | ↗507 | ↘503 | ↘489 | ↘457 | ↘443 |
| 2010 | 2011 | 2012 | 2013 |      |      |      |
| ↘396 | ↘394 | ↘381 | ↘378 |      |      |      |

### Национальный состав
Согласно результатам переписи 2002 года, в национальной структуре населения русские составляли 99 %.

## Улицы
- ул. Молодёжная,
- ул. Рукина,
- ул. Садовая,
- ул. Цветочная,
- ул. Южная[9].

## Инфраструктура
В селе функционируют основная общеобразовательная школа, детский сад, почтовой отделение, фельдшерско-акушерский пункт.

## Известные уроженцы
- Рукин, Игнат Трофимович (1916—1943) — советский военнослужащий, сержант, Герой Советского Союза.